# Meterspur

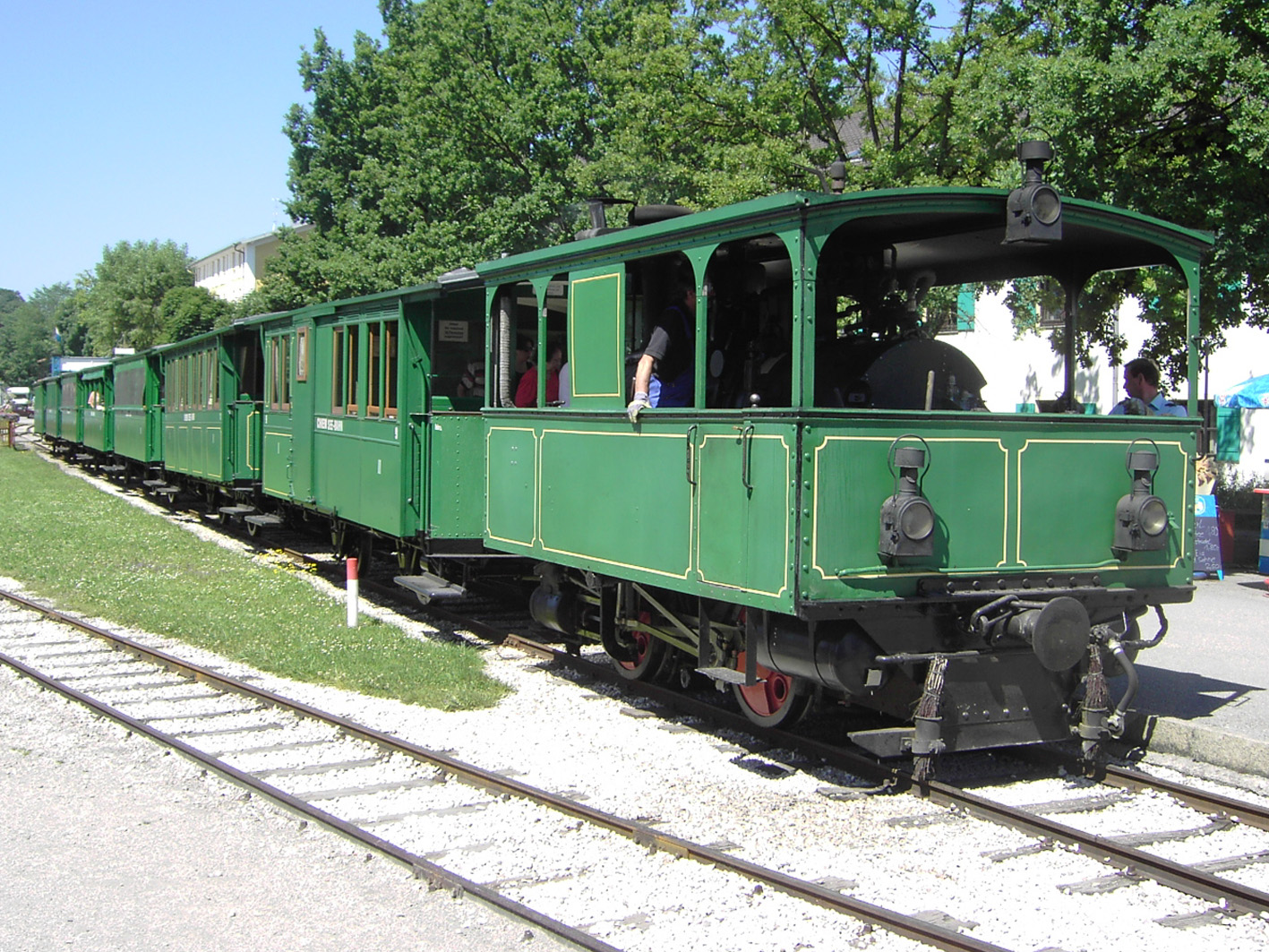
Die Chiemsee-Bahn in Bayern wird bis heute zeitweise mit Dampf betrieben.

Der Begriff Meterspur bezeichnet bei Eisen- und Straßenbahnen eine Variante der Schmalspur mit einer Spurweite von tausend Millimetern, also einem Meter. Mit Ausnahme von Antarktika, Ozeanien und Nordamerika findet man diese Spurweite auf allen Kontinenten, oft auch als Spurweite der Hauptbahnen.

## Verwendung

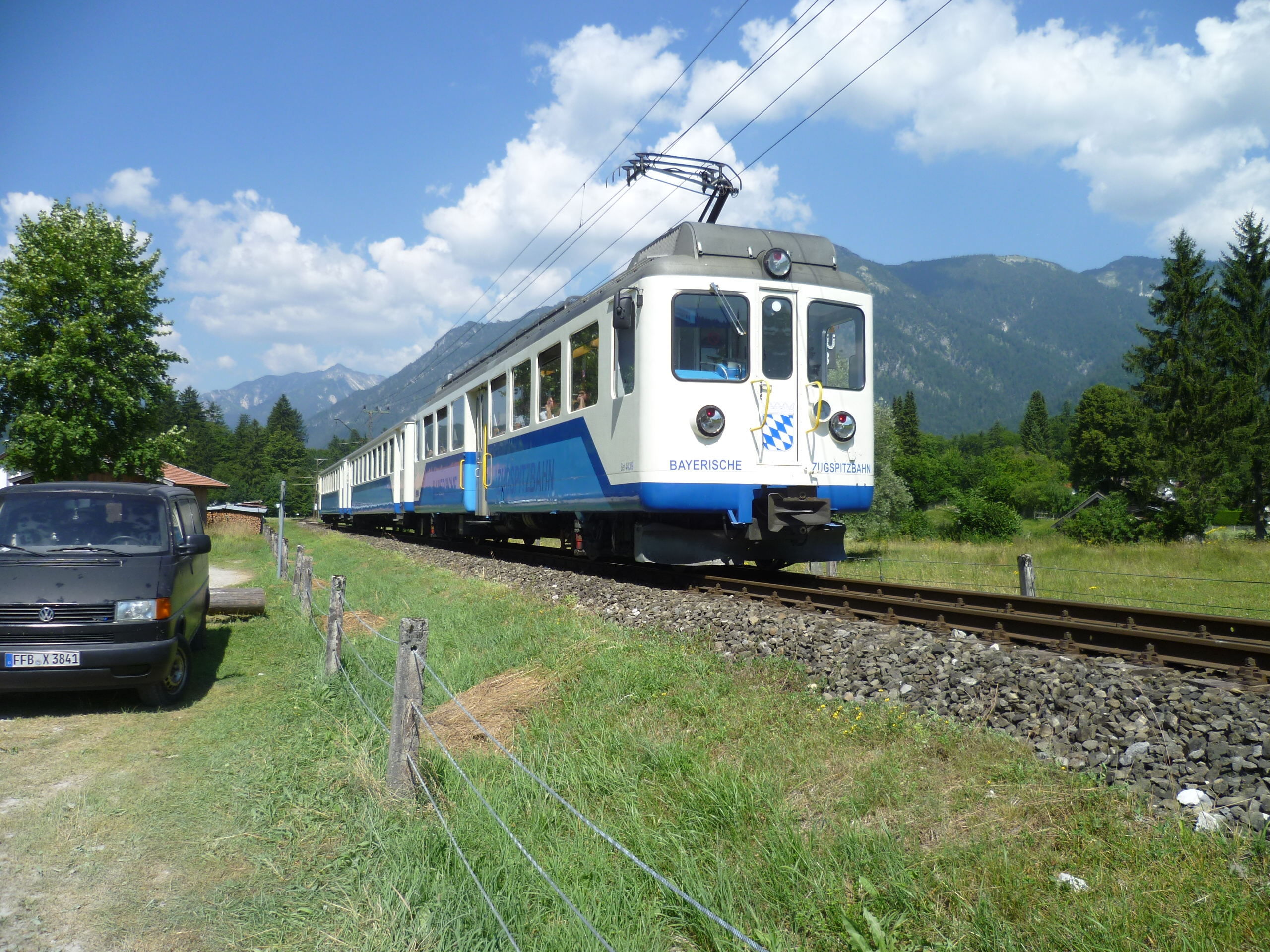
Bayerische Zugspitzbahn mit Adhäsions- und Zahnrad-Antrieb

### Europa
In Europa besitzt heute Spanien das größte Meterspurnetz, überwiegend in Nordspanien gelegen. Bis 2013 wurden mit über 1200 Kilometern die meisten der Strecken von der FEVE betrieben, die seitdem zur Staatsbahn RENFE gehört. Kleinere Teile werden von regionalen Gesellschaften betrieben, so im Baskenland von Euskal Trenbide Sarea. Auf der Peloponnes in Griechenland gab es bis in die ersten Jahre des 21. Jahrhunderts ebenfalls ein großes Meterspurnetz, das inzwischen jedoch bis auf zwei Reststrecken weitgehend außer Betrieb ist (siehe Organismos Sidirodromon Ellados).
In Deutschland wurde die Meterspur erstmals bei der Feldabahn und anderen Nebenbahnen wie der Chiemsee-Bahn sowie bei Straßenbahnen verwendet. Die größten zusammenhängenden Meterspurnetze Deutschlands betreiben die Rhein-Neckar-Verkehrsgesellschaft (RNV) zwischen den Städten Heidelberg, Mannheim und Ludwigshafen am Rhein mit der Oberrheinischen Eisenbahn (OEG) und der Rhein-Haardtbahn (RHB) sowie die Harzer Schmalspurbahnen, deren Netz mit dem der Straßenbahn Nordhausen verbunden ist.

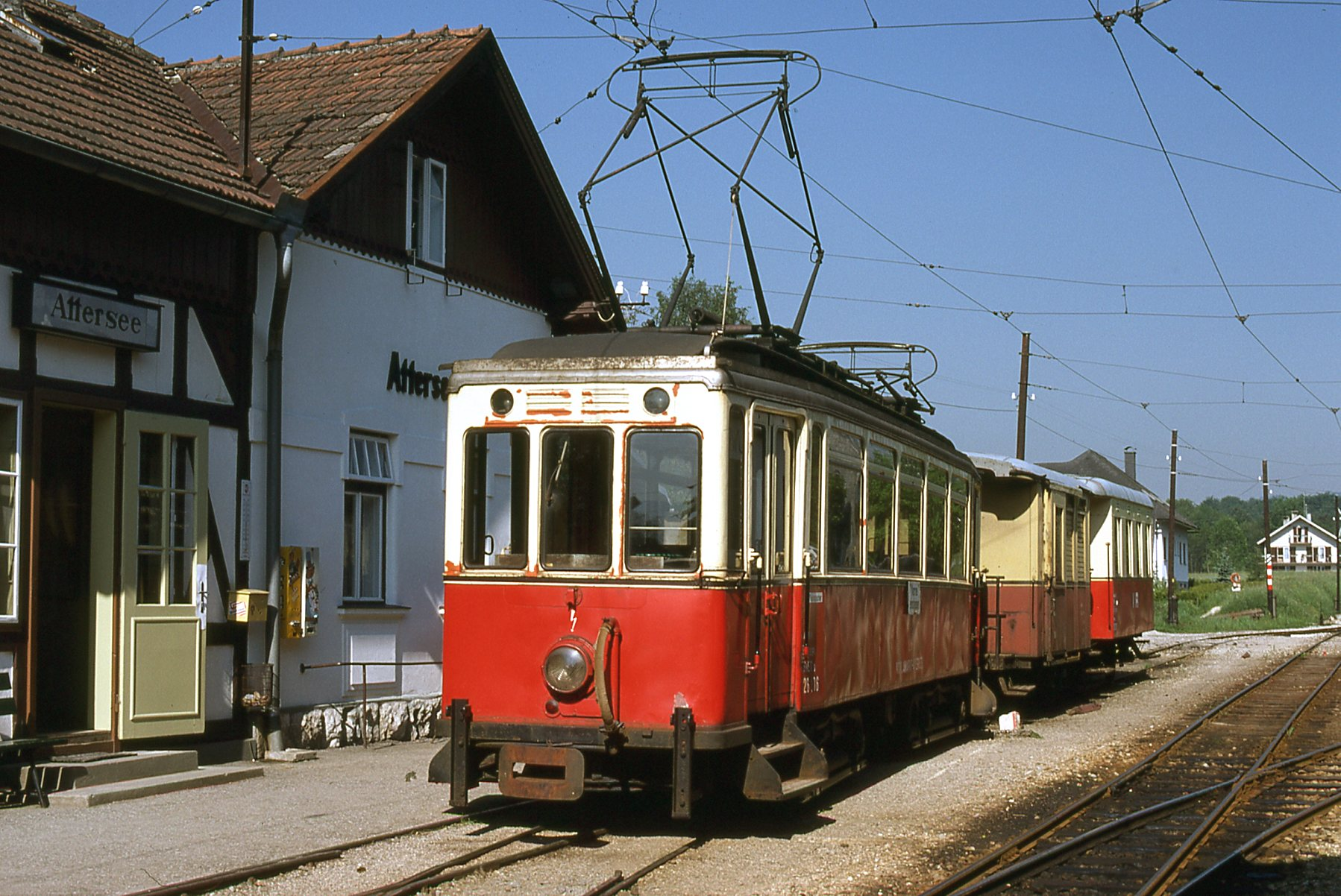
Die Attergaubahn ist eine der wenigen meterspurigen Bahnstrecken in Österreich.

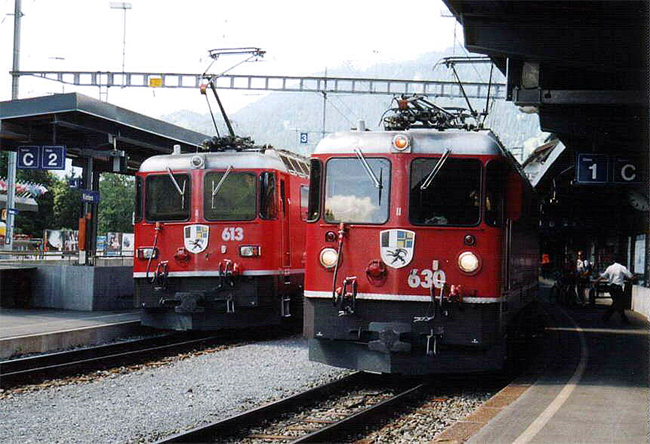
Elektrolokomotiven der Rhätischen Bahn im Bahnhof Klosters

In den Schweizer Alpen befindet sich ein von Graubünden bis ins Wallis durchgehendes, von der Rhätischen Bahn (RhB) und der Matterhorn-Gotthard-Bahn (MGB) betriebenes Meterspurnetz, auf denen auch Fernzüge wie z. B. der Glacier-Express verkehren. In diesem Netz befindet sich auch der längste Meterspurtunnel der Welt, der Vereinatunnel sowie der Furka-Basistunnel. Auf dem Netz der RhB wurde auch der Geschwindigkeitsrekord für Meterspurbahnen von 145 km/h aufgestellt. Daneben finden sich fast in allen Teilen der Schweiz kleinere Meterspurnetze oder -strecken. Im Gegensatz dazu ist in Österreich die Bosnische Spurweite mit 760 Millimetern vorherrschend. Hier existieren nur einige wenige kurze straßenbahnähnliche meterspurige Lokalbahnen, wie die Stubaitalbahn, die Innsbrucker Mittelgebirgsbahn, die Attergaubahn und die Traunseebahn. In Gmunden und Innsbruck verkehren meterspurige Straßenbahnen. Die Pöstlingbergbahn wurde nach über 100 Jahren als Meterspurbahn 2008 auf 900 mm umgespurt. Von 1883 bis 1932 verkehrte die Lokalbahn Mödling–Hinterbrühl als weltweit erste elektrische Eisenbahn im Dauerbetrieb. Mitte des 19. Jahrhunderts wurden zum Holztransport die meterspurige Rothwaldbahn und Waldbahn Langau–Lackenhof betrieben.
In der Ukraine gibt es in den Städten Winnyzja, Lwiw, Schytomyr und Jewpatorija meterspurige Straßenbahnnetze.
Früher vorhandene größere Netze gab es bis etwa Ende der 1940er Jahre in Frankreich und Norditalien. In Frankreich existiert lediglich auf Korsika noch ein größeres Netz, betrieben von den Chemins de fer de la Corse. Das ebenfalls recht umfangreiche, allerdings nur teilweise zusammenhängende Netz an Meterspurstrecken in Polen wurde seit 1990 weitgehend eingestellt.
Die russischen Straßenbahnen in Kaliningrad (deutsch Königsberg) und Pjatigorsk sind ebenfalls meterspurig.

### Weltweit

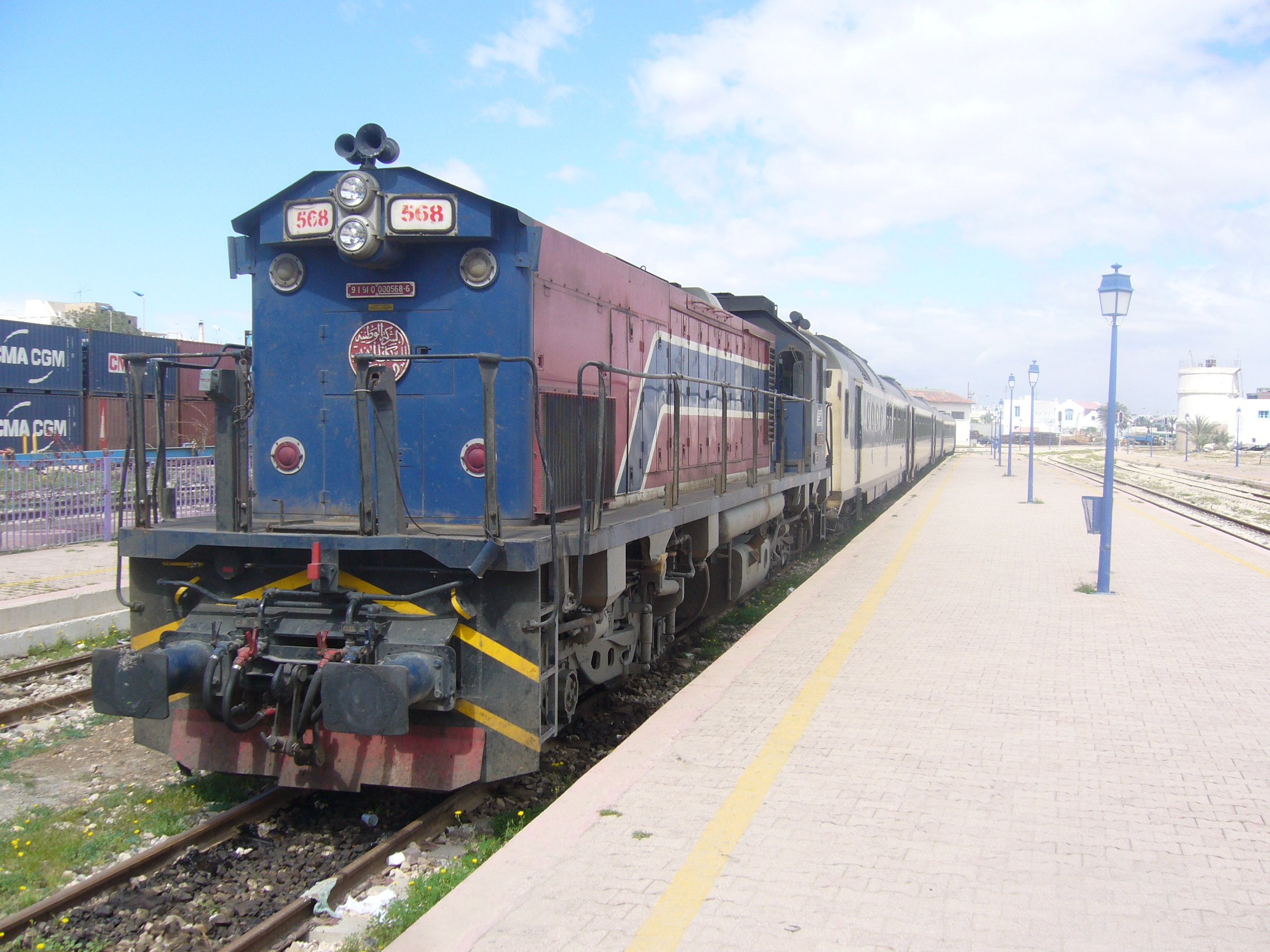
Diesellokomotive der SNCFT im Bahnhof Sfax, dem Endbahnhof der schnellsten Meterspurstrecke weltweit

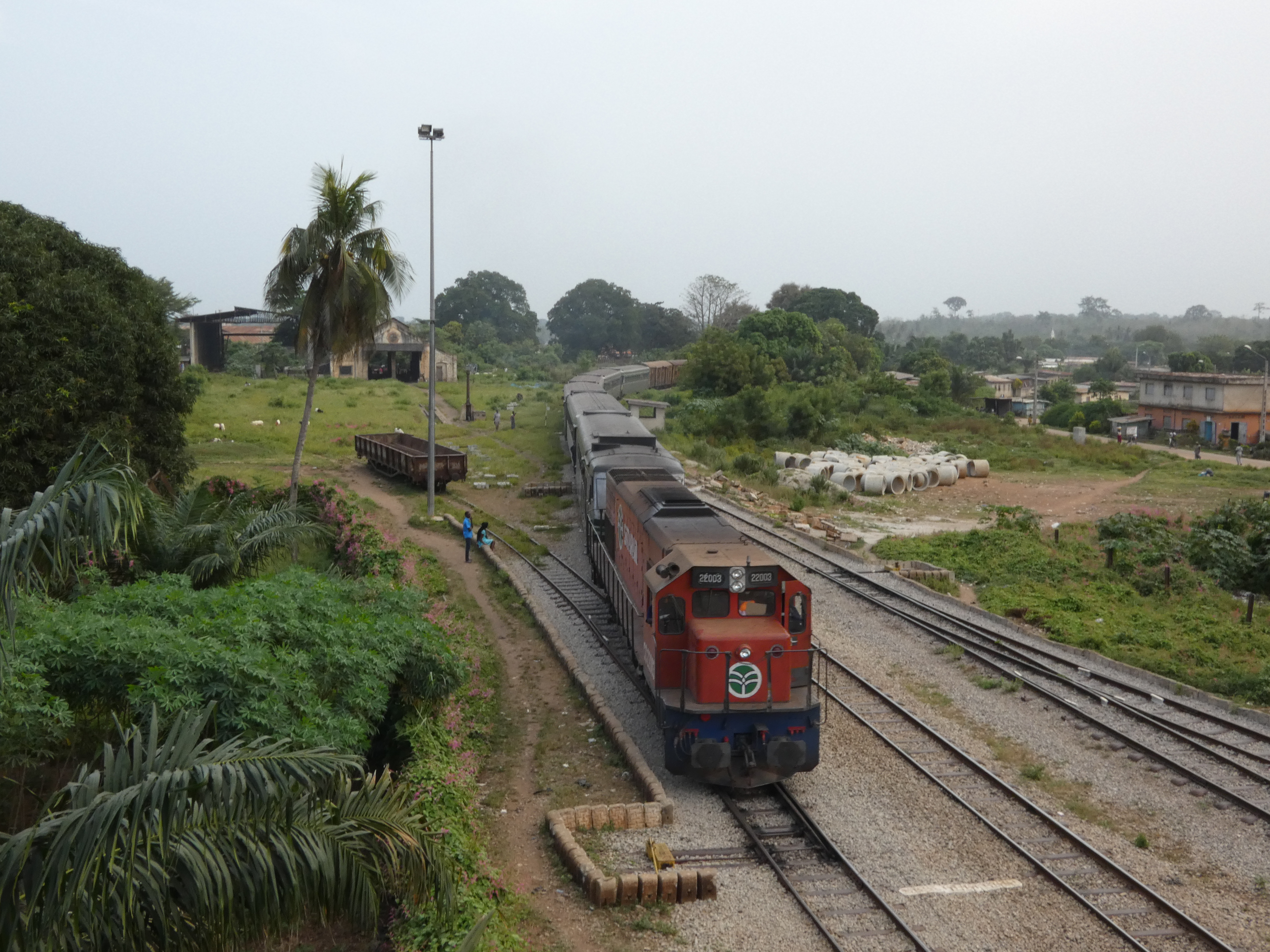
Der internationale train express auf der Abidjan-Niger-Bahn bei der Einfahrt im Bahnhof Dimbokro

Ein Teil des indischen Eisenbahnnetzes ist in Meterspur ausgeführt. Seit 1992 werden diese Strecken im Rahmen des Projekts Unigauge (Einheitsspur) der Indian Railways schrittweise auf die dortige Breitspur (1676 mm) umgespurt.
Die Thailändische Staatseisenbahn betreibt ein Meterspurnetz von mehr als 4000 Kilometern, welches sternförmig von Bangkok ausgeht. Im Netz der SRT gibt es sieben Eisenbahntunnel. Der längste ist der Khun-Tan-Tunnel auf der Nordbahn mit 1362 m.
Auch in Vietnam sind die Eisenbahnstrecken vorwiegend meterspurig, so z. B. die mehr als 1700 Kilometer lange Hauptstrecke von Hanoi nach Ho-Chi-Minh-Stadt (Saigon) sowie die Yunnan-Bahn von Hải Phòng über Hanoi zur chinesischen Grenze bei Lào Cai und von dort weiter nach Kunming über insgesamt 855 Kilometer. Auf dem chinesischen Abschnitt wurde der Reiseverkehr allerdings eingestellt und auf die regelspurige Normalspurstrecke Kunming–Yuxi–Hekou verlagert.
In Afrika sind mehrere nationale und internationale Strecken in Meterspur gebaut. Ein Beispiel ist die Abidjan-Niger-Bahn zwischen der Elfenbeinküste und Burkina Faso in Westafrika. Weitere bedeutende Meterspurnetze gibt es in Tansania, Kenia und Uganda (siehe auch Uganda-Bahn). Dort verkehrten mit den Garratt-Gelenklokomotiven der Klasse 59 der ehemaligen East African Railways die größten Meterspurlokomotiven der Welt. Die Anpassung des Netzes der ehemaligen EAR an das südafrikanische Kapspurnetz wurde zwar durch den Einbau von umspurbaren Stahlschwellen und die Beschaffung von auf die Umspurung ausgelegten Fahrzeugen vorbereitet, doch nie ausgeführt.
Das Eisenbahnnetz der tunesischen Staatsbahn SNCFT besteht ebenfalls zum Großteil aus Meterspurstrecken. In Tunesien besteht südlich von Tunis ein großes Meterspurnetz unter anderem mit der Bahnstrecke Tunis–Sfax, welche die Hauptachse im Nord-Süd-Verkehr ist. Das große Lichtraumprofil entspricht in etwa dem europäischen Lichtraumprofil für Normalspur. 
In Südamerika gibt es ausgedehnte Meterspurnetze unter anderem in Argentinien, Chile, Bolivien und Brasilien.

## Vor- und Nachteile
Siehe auch: Abschnitt Vor- und Nachteile im Artikel Schmalspurbahn
Wie bei vielen Schmalspurbahnen wurden an Meterspurbahnen häufig geringere technische Anforderungen gestellt als an Normalspurbahnen. Durch kleinere Kurvenradien können in Meterspur gebaute Eisenbahnstrecken besser dem Geländeverlauf angepasst werden. Brücken und Tunnel können durch den meist kleineren Regelquerschnitt entsprechend kleiner dimensioniert werden. Andererseits ist die Laufruhe und Stabilität geringer, so dass sich die Meterspur schlecht für Hochgeschwindigkeitstrassen eignet.